# Sander Kleikers

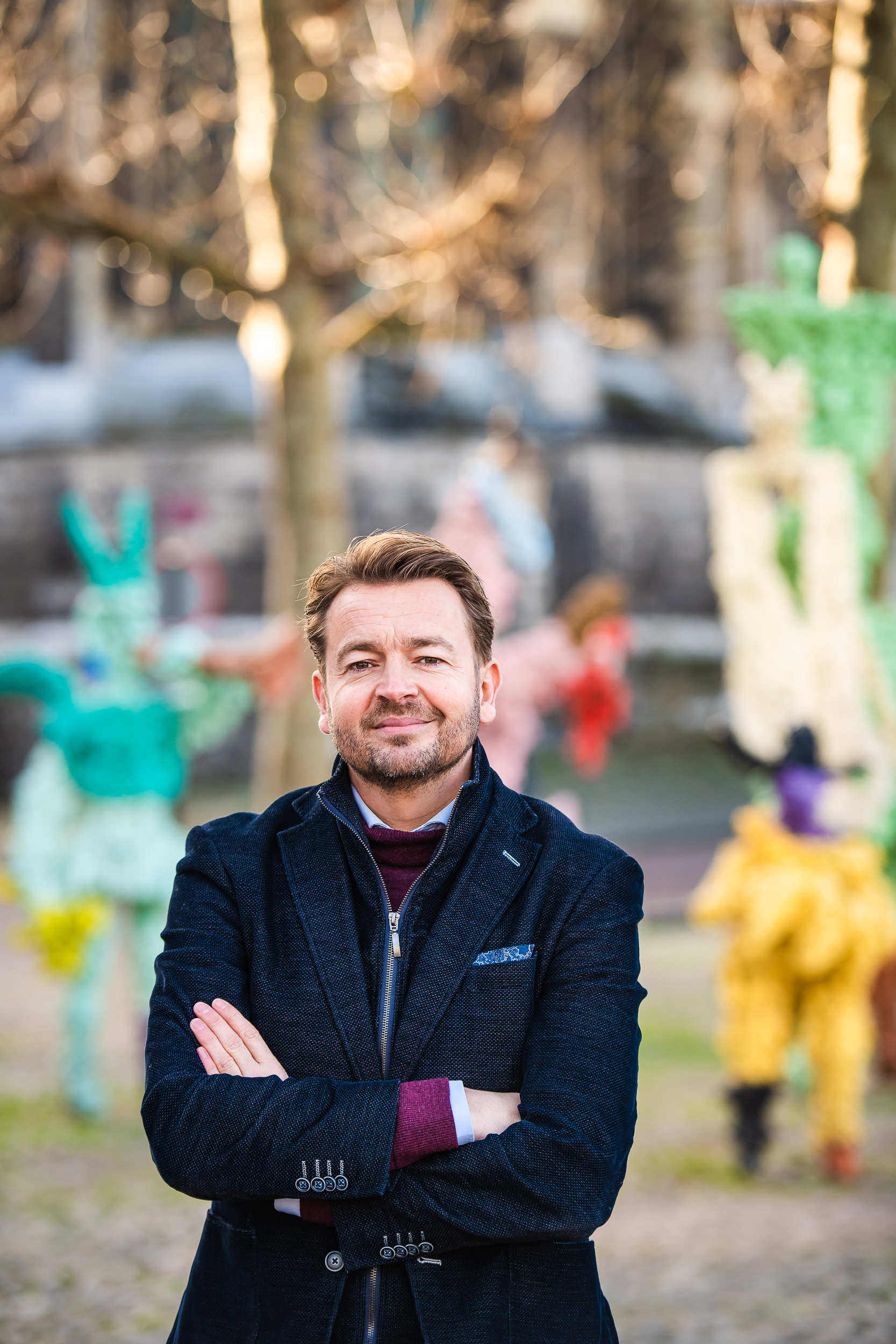

Sander Kleikers (Heerlen, 4 april 1976) is een Nederlands wielercommentator en presentator bij Eurosport en voorheen L1. Tussen 1 december 2023 en maart 2025 was hij head of press and communications bij de wielerploeg Team Visma-Lease a Bike. 
Hij presenteerde de programma’s rond de Olympische Spelen op Eurosport en was gezicht rondom de Giro en de Vuelta. Ook maakte hij de wielertalkshow Kop over Kop voor Eurosport. 
Kleikers groeide op in Geleen. Na een jaar Engels te hebben gestudeerd in Tilburg en Nederlands Recht aan de Universiteit Maastricht, volgde hij de opleiding Sociaal Juridische Dienstverlening in Sittard.
Na een korte carrière als beleidsadviseur voor de gemeente Eijsden, werkte hij van 2002-2006 als freelance-journalist voor L1, Radio 1 en Radio 2, BNR en de VRT. In 2006 kwam hij in dienst van L1, waar hij verschillende rollen vervulde. Zo presenteerde hij onder andere de dagelijkse televisie-talkshow AvondGasten, maakte hij een praatprogramma over Europese politiek vanuit het Europees Parlement in Brussel en produceerde en presenteerde hij de reizende wielertalkshow Tour de L1mbourg. Daarnaast was hij chef-sport van L1.
Sinds 2018 is Kleikers zelfstandig en werkte hij onder andere als presentator en commentator voor Eurosport en was hij in 2021 en 2022 het gezicht van de Olympische programma's MedalZone, TokyoToday en BeijingToday. Daarnaast werkte hij voor Eurosport International als Engelstalige verslaggever bij grote wielerwedstrijden.
Kleikers is daarnaast dagvoorzitter en communicatieadviseur en hij schrijft onder andere voor Chapeau Magazine. 
In 2017 presenteerde hij, live op NPO1, de huldiging van Tom Dumoulin op de Markt in Maastricht, na diens eindzege in de Ronde van Italië.

## Persoonlijk
Sander Kleikers is getrouwd met Rianne Letschert (voorzitter Maastricht University), heeft twee kinderen en woont in Maastricht. 